# Fort Fairfield
Fort Fairfield ist eine Town im Aroostook County des Bundesstaates Maine in den Vereinigten Staaten. Im Jahr 2020 lebten dort 3322 Einwohner in 1684 Haushalten auf einer Fläche von 202,9 km². Fort Fairfield liegt direkt an der Grenze zu Kanada.

## Geographie
Nach dem United States Census Bureau hat Fort Fairfield eine Gesamtfläche von 202,95 km², von der 198,57 km² Land sind und 4,37 km² aus Gewässern bestehen.

### Geographische Lage
Fort Fairfield liegt im nordöstlichen Teil des Aroostook Countys an der Grenze zu Kanada. Die Town liegt am Aroostook River in der Nähe des Zusammenflusses mit dem Saint John River. Auf dem Gebiet der Town gibt es weitere Flüsse und Bäche, wie den Fitzherberts Stream und den Johnston Brook, den Grey Brook sowie den Hurd Brook. Der Livingston River durchfließt die nordöstliche Ecke der Town und der DeChute die südwestliche Ecke. Im Süden befinden sich der Monson Pond und das Christina Reservoir. Die Oberfläche der Town ist hügelig, die höchste Erhebung ist der 258 m hohe Melville Hill im Südwesten von Fort Fairfield.

### Nachbargemeinden
Alle Entfernungen sind als Luftlinien zwischen den offiziellen Koordinaten der Orte aus der Volkszählung 2010 angegeben.
- Norden: Limestone, 5,5 km
- Osten: Andover, New Brunswick, Kanada, 11,4 km
- Süden: Easton, 6,1 km
- Südwesten: Presque Isle, 15,3 km
- Nordwesten: Caribou, 8,9 km

### Stadtgliederung
In der Town Fort Fairfield gibt es mehrere Siedlungsbereiche. Im Norden liegen Goodrich und Houghtonville (ehemalige Eisenbahnstation). Im Nordwesten, am Aroostook River befindet sich Goodwin. Zentralgelegen an einer Schleife des Aroostook Rivers befindet sich die Siedlung McShea und südlich davon Maple Grove und Fairmont. Weitere Siedlungen sind: East Road (East Road Siding), Fort Fairfield, Monson Mill, Morrow Road, Murphy Road (ehemalige Eisenbahnstation), Robie (ehemaliger Standort eines Postamtes) und Stevensville.

### Klima
Die mittlere Durchschnittstemperatur in Fort Fairfield liegt zwischen −11,7 °C (11° Fahrenheit) im Januar und 18,3 °C (65° Fahrenheit) im Juli. Damit ist der Ort gegenüber dem langjährigen Mittel der USA um etwa 10 Grad kühler. Die Schneefälle zwischen Oktober und Mai liegen mit über fünfeinhalb Metern knapp doppelt so hoch wie die mittlere Schneehöhe in den USA, die tägliche Sonnenscheindauer liegt am unteren Rand des Wertespektrums der USA.

## Geschichte

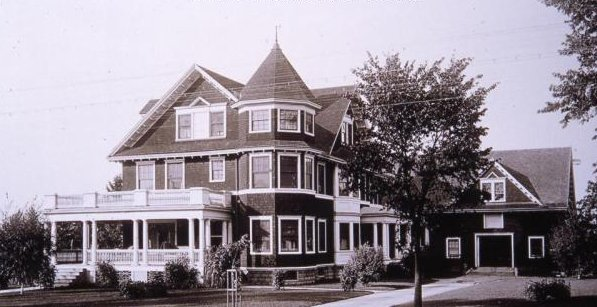
Philo Reed House

Die Town wurde am 11. März 1858 gegründet und erhielt den Buchstaben D. Im Jahr 1867 wurde der Plymouth Grant, die Sarsfield Plantation zum Gebiet der Town hinzugefügt. Benannt wurde die Town nach dem in der Nähe liegenden Fort und John Fairfield dem damaligen Gouverneur von Maine. Erste Siedler erreichten dieses Gebiet um 1816 aus New Brunswick. Die Vielzahl an Flüssen hat bereits seinerzeit die Errichtung diverser Mühlen begünstigt. Es gab fünf Sägemühlen für Schnittholz und Dachschindeln, eine Hobel- und Putzmühle, zwei Schrotmühlen, zwei Stärkefabriken, eine Fassfabrik, eine Möbelfabrik und weitere Unternehmen. Eine Strecke der New Brunswick Railway führt durch Fort Fairfield.
In Fort Fairfield gibt es eine Gemeinde der Amish. Diese befindet sich im Süden der Town, teilweise auf dem Gebiet der benachbarten Town Easton.
Die Town betreibt einen Windpark.

### Einwohnerentwicklung
| Volkszählungsergebnisse – Town of Fort Fairfield, Maine | Volkszählungsergebnisse – Town of Fort Fairfield, Maine | Volkszählungsergebnisse – Town of Fort Fairfield, Maine | Volkszählungsergebnisse – Town of Fort Fairfield, Maine | Volkszählungsergebnisse – Town of Fort Fairfield, Maine | Volkszählungsergebnisse – Town of Fort Fairfield, Maine | Volkszählungsergebnisse – Town of Fort Fairfield, Maine | Volkszählungsergebnisse – Town of Fort Fairfield, Maine | Volkszählungsergebnisse – Town of Fort Fairfield, Maine | Volkszählungsergebnisse – Town of Fort Fairfield, Maine | Volkszählungsergebnisse – Town of Fort Fairfield, Maine |
| Jahr                                                    | 1800                                                    | 1810                                                    | 1820                                                    | 1830                                                    | 1840                                                    | 1850                                                    | 1860                                                    | 1870                                                    | 1880                                                    | 1890                                                    |
| ------------------------------------------------------- | ------------------------------------------------------- | ------------------------------------------------------- | ------------------------------------------------------- | ------------------------------------------------------- | ------------------------------------------------------- | ------------------------------------------------------- | ------------------------------------------------------- | ------------------------------------------------------- | ------------------------------------------------------- | ------------------------------------------------------- |
| Einwohner                                               |                                                         |                                                         |                                                         |                                                         | 26                                                      |                                                         | 901                                                     | 1893                                                    | 2807                                                    | 3526                                                    |
| Jahr                                                    | 1900                                                    | 1910                                                    | 1920                                                    | 1930                                                    | 1940                                                    | 1950                                                    | 1960                                                    | 1970                                                    | 1980                                                    | 1990                                                    |
| Einwohner                                               | 4181                                                    | 4381                                                    | 4551                                                    | 5393                                                    | 5607                                                    | 5791                                                    | 5876                                                    | 4859                                                    | 4376                                                    | 3998                                                    |
| Jahr                                                    | 2000                                                    | 2010                                                    | 2020                                                    | 2030                                                    | 2040                                                    | 2050                                                    | 2060                                                    | 2070                                                    | 2080                                                    | 2090                                                    |
| Einwohner                                               | 3579                                                    | 3496                                                    | 3322                                                    |                                                         |                                                         |                                                         |                                                         |                                                         |                                                         |                                                         |

## Kultur und Sehenswürdigkeiten

### Bauwerke
In Fort Fairfield wurden mehrere Bauwerke unter Denkmalschutz gestellt und ins National Register of Historic Places aufgenommen.
- Philo Reed House, 1986 unter der Register-Nr. 86000673.[12] gebaut im Jahr 1907 nach einem Entwurf der Architekten Coombs und Gibbs
- Fort Fairfield Public Library, 1989 unter der Register-Nr. 88003021.[13]
- U.S. Inspection Station-Fort Fairfield, Maine, 2014 unter der Register-Nr. 14000555.[14]
- Maple Grove Friends Church, in Maple Grove, 2000 unter der Register-Nr. 00000764.[15]

## Wirtschaft und Infrastruktur

### Verkehr
Durch Easton verläuft in nordsüdlicher Richtung der U.S. Highway 1, dieser wird von der Maine State Route 161 gekreuzt, die in westöstlicher Richtung parallel zum Aroostook River verläuft. Aus südwestlicher Richtung mündet die Maine State Route 167 auf dem Highway 1. Der Fort Fairfield Airport (ME00) besitzt eine Startbahn.

### Öffentliche Einrichtungen
Fort Fairfield besitzt mit der Fort Fairfield Public Library Central Library eine eigene Bücherei.
In Fort Fairfield befindet sich kein Krankenhaus oder eine Krankenstation. Nächstgelegene Einrichtungen befinden sich in Carubou und Presque Isle.

### Bildung
Fort Fairfield bildet das M.S.A.D. #20 Zu den Schulen vor Ort gehört die Elementary School, und die Middle & High School.

## Persönlichkeiten

### Söhne und Töchter der Stadt
- Hilary McNamee (* 1990), Biathletin
- George W. Putnam (1920–2009), Generalmajor der United States Army
- John H. Reed (1921–2012), Politiker, Gouverneur von Maine
- Dick Curless (1932–1995), Country-Musik-Sänger

### Persönlichkeiten, die vor Ort gewirkt haben
- Nicholas Fessenden (1847–1927), Politiker, Secretary of State